# The Awakening of Helena Ritchie
The Awakening of Helena Ritchie è un film muto del 1916 diretto da John W. Noble. La sceneggiatura, firmata dallo stesso regista, si basa sull'omonimo romanzo di Margaret Deland pubblicato a New York nel 1906 e che era stato adattato per il teatro da Charlotte Thompson. Prodotto dalla Rolfe Photoplays e distribuito dalla Metro Pictures, il film aveva come interpreti Ethel Barrymore, Robert Cummings, Frank Montgomery, James A. Furey e il piccolo Maurice Steuart.

## Trama
Helena Richie, stanca della vita di violenze che le fa sopportare suo marito, dopo che questi ha ucciso il loro bambino, lo lascia e va a vivere con Lloyd Pryor in un villaggio di campagna. Gli abitanti del posto credono che i due siano fratello e sorella. Lei adotta un bambino, David, il pupillo del pastore, il dottor Lavender. Quando il marito di Helena muore, Pryor rifiuta di regolarizzare la loro situazione sposandola. Lei, allora, confessa a Lavender i veri legami che la legano a Pryor e il religioso, scioccato, la costringe a rinunciare a David. Helena acconsente, trovandosi d'accordo con lui sul fatto che non può essere considerata una madre idonea. Lavender, però, poi ritorna sul suo giudizio e, convincendosi della sincerità del ravvedimento della donna, le permette di tenere con sé il ragazzo.

## Produzione

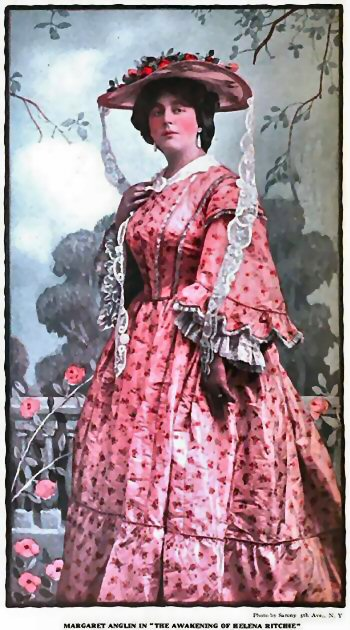
Margaret Anglin (1876-1958) nella versione teatrale del dramma (1909)

Il film, prodotto dalla Rolfe Photoplays, fu girato nel New Jersey. Robert Cummings, interprete di Pryor, riprese per il film il ruolo che aveva avuto nella versione teatrale del dramma, andato in scena a Broadway nel 1909 al Savoy Theatre.

## Distribuzione
Il copyright del film, richiesto dalla Rolfe Photoplays, Inc., fu registrato il 14 dicembre 1916 con il numero LP9723.
Distribuito dalla Metro Pictures Corporation e presentato da B.A. Rolfe, il film uscì nelle sale cinematografiche statunitensi il 18 dicembre 1916.
Copia completa della pellicola si trova conservata negli archivi della Library of Congress di Washington.